# Joanna Atkins
Pour les articles homonymes, voir Atkins.
Joanna Atkins (née le 31 janvier 1989 à Dallas) est une athlète américaine, spécialiste du sprint.

## Biographie
Étudiante à l'Université d'Auburn dans l'Alabama, elle remporte le titre du 400 m lors des championnats NCAA de 2009.
Quatrième des championnats des États-Unis 2013, Joanna Atkins obtient sa sélection pour les championnats du monde de Moscou en tant que membre du relais 4 × 400 mètres américain. Elle participe aux séries et permet à son équipe d'accéder au tour suivant. Remplacée par Natasha Hastings en finale, elle reçoit néanmoins la médaille d'argent au même titre que ses coéquipières qui se classent deuxième de l'épreuve derrière l'équipe de Russie.
Lors des Championnats du monde en salle de 2014, à Sopot en Pologne, Joanna Atkins se classe sixième et dernière de la finale du 400 m en 52 s 55. Alignée par ailleurs sur 4 × 400 mètres, elle remporte le titre mondial en compagnie de Natasha Hastings, Francena McCorory et Cassandra Tate, devant les équipes de Jamaïque et du Royaume-Uni. Le 4 avril, lors des Florida Relays de Gainesville, elle améliore ses records personnels sur 100 m (11 s 09) et sur 200 m (22 s 27).
Le 4 mars 2018, elle remporte la médaille d'or du relais 4 x 400 m des championnats du monde en salle de Birmingham, grâce à sa participation aux séries. L'équipe américaine alignée en finale bat le record des championnats et record d'Amérique du Nord, d'Amérique centrale et des Caraïbes et devance sur le podium la Pologne et le Royaume-Uni.

## Palmarès
| Date | Compétition                    | Lieu       | Résultat | Épreuve       | Temps         |
| ---- | ------------------------------ | ---------- | -------- | ------------- | ------------- |
| 2013 | Championnats du monde          | Moscou     | 1re      | 4 × 400 m     | séries        |
| 2014 | Championnats du monde en salle | Sopot      | 6e       | 400 m         | 52 s 55       |
| 2014 | Championnats du monde en salle | Sopot      | 1re      | 4 × 400 m     | 3 min 24 s 83 |
| 2014 | Relais mondiaux de l'IAAF      | Nassau     | 1re      | 4 × 400 m     | 3 min 21 s 73 |
| 2014 | Coupe continentale             | Marrakech  | 2e       | 200 m         | 22 s 53       |
| 2017 | Relais mondiaux de l'IAAF      | Nassau     | 1re      | 4 × 400 m     | séries        |
| 2018 | Championnats du monde en salle | Birmingham | 1re      | 4 × 400 m     | séries        |
| 2019 | Relais mondiaux de l'IAAF      | Yokohama   | 2e       | 4 x 400 m     | séries        |
| 2019 | Relais mondiaux de l'IAAF      | Yokohama   | 1re      | 4 x 400 mixte | 3 min 16 s 43 |

## Records
| Épreuve   | Épreuve | Performance         | Lieu         | Date            |
| --------- | ------- | ------------------- | ------------ | --------------- |
| Plein air | 100 m   | 11 s 02             | Sacramento   | 27 juin 2014    |
| Plein air | 200 m   | 22 s 27 (+ 1,3 m/s) | Gainesville  | 4 avril 2014    |
| Plein air | 400 m   | 50 s 39             | Fayetteville | 13 juin 2009    |
| Salle     | 60 m    | 7 s 28              | Lexington    | 1er mars 2009   |
| Salle     | 200 m   | 23 s 39             | Fayetteville | 9 février 2013  |
| Salle     | 400 m   | 51 s 13             | Albuquerque  | 23 février 2014 |